# Jon Andersson i Doverstorp
Jon Andersson (i riksdagen kallad Andersson i Doverstorp), född 24 juli 1762 i Risinge socken, död där 24 februari 1833, var en svensk riksdagsman i bondeståndet.
Andersson företrädde Bråbo härad, Risinge tingslag samt Hällestads och Vånga bergslag av Östergötlands län vid riksdagen 1815. Han var då ledamot i förstärkta allmänna besvärs- och ekonomiutskottet.